# Сир з молока яка
Сир з молока яка – традиційний азійський сир, який виготовляють з молока домашнього яка. Найбільш поширеним цей вид сиру є в Гімалаях. Вперше його почали виготовляти на експорт в Непалі.

## Історія
Непал був однією з перших країн Азії, яка започаткувала виробництво сиру як промисловість. І до 1980 року він був єдиною країною, в якій виготовляли сир з молока яка на продаж у інші країни.

## Виробництво
Сьогодні сир з молока яка готують у Непалі, Бутані, Індії, Монголії, Пакистані, Росії (Тува) та Тибеті. Виготовляють сир з молока яка переважно ручним способом далеко у горах. Деяка частина виготовленої продукції, яка складається з невеликих партій, йде на експорт. 